# راؤول فوستر
راؤول فوستر (بالإسبانية: Raúl Fuster Arnao)‏ هو لاعب كرة قدم إسباني، ولد في 23 يوليو 1985 في ألش في إسبانيا. لعب مع خيمناستيك طركونة ونادي إلتشي ونادي سالامانكا ونادي لوغو.

## وصلات خارجية
- راؤول فوستر على موقع قاعدة بيانات كرة القدم.إي يو (الإنجليزية)
- راؤول فوستر على موقع Soccerway.com (الإنجليزية)
- راؤول فوستر على موقع AS.com (الإسبانية)